# Nagyiványi András
Nagyiványi András (Újpest, 1945. szeptember 18. –) magyar villamosmérnök, politikus, országgyűlési képviselő.

## Életpályája
A Pollack Mihály Műszaki Főiskola hallgatója volt. Eleinte termelésirányító volt. Az 1980-as években a Villanyszerelő-ipari Vállalat vezérigazgatója volt. 1971-től a Magyar Szocialista Munkáspártnak (MSZMP) tagja volt. 1985-ben Budapest 19. számú egyéni választókerületében országgyűlési képviselővé választották.

## Díjai
- Pollack Mihály Emlékérem arany fokozata (1992)[3]
- Lechner Ödön-díj (1995)[4]
- Magyar Ezüst Érdemkereszt (1998)